# KK Alkar
O KK Alkar é um clube profissional de basquetebol sediado na cidade de Sinj, Condado de Split-Dalmácia, Croácia que atualmente disputa a Liga Croata. Foi fundado em 1955 e manda seus jogos na Športska dvorana Sinj que possui capacidade de 1500 espectadores.